# Cucal de Bengala
El cucal de Bengala (Centropus bengalensis) és una espècie d'ocell de la família dels cucúlids (Cuculidae) que habita zones amb herba, aiguamolls, canyars i matolls des de l'Índia cap a l'est fins al sud de la Xina, i cap al sud, a través del Sud-est Asiàtic fins a les Illes de la Sonda, les Filipines i les Moluques.

## Distribució i variació de subespècies
L'espècie està àmpliament distribuïda a l'oest des del subcontinent indi (però no a Sri Lanka malgrat un antic informe d'una pell de dubtosa procedència)) que s'estenia cap al sud-est asiàtic. S'observen lleugeres diferències de mida i plomatge en diferents parts del seu rang i s'han designat diverses subespècies. El formulari de candidatura es troba des de l’Índia fins a Tailàndia. El lignador de subespècies descrit per Swinhoe el 1861 és més gran i es troba al sud-est de la Xina i Taiwan. La subespècie javanensis descrita per Dumont el 1818 és més petita i es troba a través de les illes més grans de la península malaia que s'estenen cap a l'est fins a les Filipines. Algunes formes d’illes són més grans i inclouen el sarasinorum descrit per Stresemann el 1912 i que es troba a Cèlebes, les illes Sula, els menuts diumenges i Timor. La forma sobre les Moluques, medius descrita per Bonaparte el 1850, és la més gran. Algunes altres subespècies com philppinensis de les Filipines i chamnongi de Tailàndia no sempre són reconegudes i es creu que formen variants o plomatges intermedis. La població distribuïda parcialment als Ghats Occidentals del sud de l'Índia pot constituir una subespècie diferent.